# Moris Pfeifhofer
Moris Pfeifhofer, född 18 oktober 1988 i Bülach, är en schweizisk tidigare konståkare.
Pfeihofer är trefaldig schweizisk mästare i konståkning och har varit i finalen i två europamästerskap och fyra juniorvärldsmästarskap. År 2003 blev han schweizisk ungdomsmästare.